# Associação Antiguana de Futebol
A Associação Antiguana de Futebol (em inglês: Antigua and Barbuda Football Association, ou ABFA) é o órgão dirigente do futebol em Antígua e Barbuda. Ela é a responsável pela organização dos campeonatos disputados no país, bem como da Seleção Nacional.